# Mecodium oligosorum
Mecodium oligosorum là một loài thực vật có mạch trong họ Hymenophyllaceae. Loài này được (Makino) H. Itô miêu tả khoa học đầu tiên năm 1949.